# Ibestad
Ibestad (en sami septentrional: Ivvárstáđiid) és un municipi situat al comtat de Troms, Noruega. Té 1.403 habitants (2016) i la seva superfície és de 241.27 km².